# 三浦伊織
三浦 伊織（みうら いおり、1992年3月11日 - ）は、愛知県出身の元女子プロ野球選手（外野手）。左投左打。

## 経歴
椙山女学園高等学校テニス部主将として活躍し、2009年椙山女学園高校は第31回全国選抜高等学校テニス大会女子団体戦でベスト4入りを果たす。全日本ジュニアテニス選手権女子ダブルス3位入賞、全国高等学校総合体育大会テニス競技大会（インターハイ）出場。
中学1年からタレント峰竜太率いるアマチュア野球チーム「ドラHOTリューターズ」に所属し、当初はチーム唯一の女子選手として人気を集めた。
2009年に日本女子プロ野球機構による第1回合同トライアウトを受験し合格、同年12月のドラフト会議にて投手部門３巡目で京都アストドリームスへの加入が決定した。
プロ1年目はセンターのレギュラーを獲得し、打率リーグ2位、長打率リーグ1位の成績を残した。
2012年3月26日、兵庫戦の4回二死満塁の場面で中川からセンターオーバーの女子プロ野球初の満塁本塁打（ランニング本塁打）を記録。
2014年度シーズンは首位打者（打率.500）・最多安打（52本）・盗塁（18個）・出塁率（.567）のタイトルを獲得しベストナイン（外野手）とMVP（角谷賞）にも選ばれた。
2017年10月9日、女子プロ野球リーグ初の通算400安打を達成。
2019年6月13日、女子プロ野球リーグ初の通算500安打を達成
2020年シーズン限りで女子プロ野球を退団、2021年から始動する女子硬式クラブチームの阪神タイガース Womenに入団することが発表された (初代主将)。なお、これに際して球団の事業本部振興部に配属される球団職員としても入団し、選手としてプレーする傍ら「タイガースアカデミー ベースボールスクール」の専属コーチも務めることとなった。
2024年10月22日、今季限りでの現役引退を発表した。

## プレースタイル
投手指名での入団ながらプロ開幕当初はリードオフマンとして1番センターを任された。しかし前期リーグでチームの打撃成績が不振を極め、長打率の高さを買われて3番を務めることが次第に多くなった。
2012年から2014年まで3年連続で最多安打、うち2シーズンで首位打者のタイトルを獲得するなど、女子リーグを代表する強打者である。また、同じく2012年から2019年まで8年連続で盗塁王にもなっており、スピードも高い。そのプレースタイルから「女イチロー」と称された。

## 詳細情報

### 年度別打撃成績
| 年 度      | 球 団               | 試 合 | 打 席 | 打 数 | 得 点 | 安 打 | 二 塁 打 | 三 塁 打 | 本 塁 打 | 塁 打 | 打 点 | 盗 塁 | 盗 塁 死 | 犠 打 | 犠 飛 | 四 球 | 敬 遠 | 死 球 | 三 振 | 併 殺 打 | 打 率 | 出 塁 率 | 長 打 率 | O P S |
| ---------- | ------------------- | ----- | ----- | ----- | ----- | ----- | -------- | -------- | -------- | ----- | ----- | ----- | -------- | ----- | ----- | ----- | ----- | ----- | ----- | -------- | ----- | -------- | -------- | ----- |
| 2010       | ドリームス フローラ | 40    | 181   | 160   | 23    | 59    | 14       | 9        | 0        | 91    | 27    | 5     | 1        | 6     | 2     | 11    | -     | 2     | 12    | 5        | .369  | .411     | .569     | .980  |
| 2011       | ドリームス フローラ | 50    | 175   | 139   | 33    | 47    | 10       | 6        | 0        | 69    | 17    | 12    | 3        | 0     | 2     | 30    | -     | 4     | 15    | 4        | .338  | .463     | .496     | .959  |
| 2012       | ドリームス フローラ | 39    | 148   | 123   | 30    | 48    | 6        | 3        | 1        | 63    | 21    | 17    | 4        | 1     | 1     | 19    | -     | 3     | 7     | 2        | .390  | .479     | .512     | .991  |
| 2013       | ドリームス フローラ | 46    | 171   | 140   | 28    | 57    | 8        | 5        | 0        | 75    | 23    | 27    | 3        | 0     | 0     | 28    | -     | 3     | 6     | 3        | .407  | .515     | .536     | 1.051 |
| 2014       | ドリームス フローラ | 32    | 120   | 104   | 23    | 52    | 16       | 6        | 0        | 80    | 22    | 18    | 4        | 0     | 0     | 15    | -     | 1     | 3     | 0        | .500  | .567     | .769     | 1.336 |
| 2015       | ドリームス フローラ | 51    | 180   | 146   | 34    | 52    | 10       | 3        | 0        | 68    | 12    | 33    | 6        | 0     | 0     | 29    | -     | 5     | 8     | 2        | .356  | .478     | .466     | .944  |
| 2016       | ドリームス フローラ | 34    | 128   | 105   | 21    | 36    | 6        | 3        | 0        | 48    | 10    | 20    | 2        | 0     | 2     | 21    | -     | 0     | 5     | 3        | .343  | .445     | .457     | .902  |
| 2017       | ドリームス フローラ | 46    | 168   | 138   | 30    | 51    | 8        | 2        | 0        | 63    | 10    | 38    | 5        | 0     | 1     | 27    | -     | 2     | 6     | 4        | .370  | .476     | .457     | .933  |
| 2018       | ドリームス フローラ | 34    | 142   | 121   | 27    | 54    | 13       | 1        | 0        | 69    | 23    | 27    | 4        | 0     | 1     | 18    | -     | 1     | 4     | 0        | .446  | .518     | .570     | 1.088 |
| 2019       | ドリームス フローラ | 66    | 251   | 222   | 42    | 85    | 16       | 0        | 1        | 104   | 25    | 35    | 9        | 0     | 1     | 24    | -     | 4     | 5     | 3        | .383  | .450     | .469     | .919  |
| 2020       | ドリームス フローラ | 30    | 107   | 87    | 22    | 28    | 7        | 1        | 0        | 37    | 5     | 10    | 1        | 0     | 0     | 20    | -     | 0     | 1     | 4        | .322  | .449     | .425     | .874  |
| JWBL：11年 | JWBL：11年          | 468   | 1771  | 1485  | 313   | 569   | 114      | 39       | 2        | 767   | 195   | 242   | 42       | 7     | 10    | 242   | -     | 25    | 72    | 30       | .383  | .475     | .516     | .991  |

- 2020年度シーズン終了時
- 「-」は記録なし
- 太字はリーグ1位
- 赤太字は女子プロ野球最高
- ドリームスは、2013年にフローラに球団名を変更

### 年度別投手成績
| 年 度     | 球 団      | 登 板 | 先 発 | 完 投 | 完 封 | 無 四 球 | 勝 利 | 敗 戦 | セ 丨 ブ | ホ 丨 ル ド | 勝 率 | 打 者 | 投 球 回 | 被 安 打 | 被 本 塁 打 | 与 四 球 | 敬 遠 | 与 死 球 | 奪 三 振 | 暴 投 | ボ 丨 ク | 失 点 | 自 責 点 | 防 御 率 | W H I P |
| --------- | ---------- | ----- | ----- | ----- | ----- | -------- | ----- | ----- | -------- | ----------- | ----- | ----- | -------- | -------- | ----------- | -------- | ----- | -------- | -------- | ----- | -------- | ----- | -------- | -------- | ------- |
| 2010      | ドリームス | 2     | -     | 0     | 0     | 0        | 0     | 0     | 0        | 0           | ----  | 12    | 2.0      | 3        | 0           | 3        | -     | 0        | 1        | 2     | 0        | 3     | 3        | 13.50    | 3.00    |
| JWBL：1年 | JWBL：1年  | 2     | -     | 0     | 0     | 0        | 0     | 0     | 0        | 0           | ----  | 12    | 2.0      | 3        | 0           | 3        | -     | 0        | 1        | 2     | 0        | 3     | 3        | 13.50    | 3.00    |

- 2019年度シーズン終了時
- 「-」は記録なし
- 太字はリーグ1位

### タイトル
- 最優秀守備率：1回（外野手部門：2010年）
- 首位打者：4回（2012年、2014年、2018年、2019年）
- 最多盗塁：8回（2012年、2013年、2014年、2015年、2016年、2018年、2019年）
- 最多安打：4回（2012年、2013年、2014年、2019年）
- 最高出塁率：1回（2014年、2018年）

### 表彰
- 年間MVP（角谷賞）：3回（2014年、2018年、2019年）
- ベストナイン：8回（外野手部門：2011年、2012年、2013年、2014年、2015年、2017年、2018年、2019年）
- ゴールデングラブ賞：3回（2017年、2018年、2019年）
- リーグ戦無失策：1回（2012年）
- 特別賞：2回（2012年（授賞理由：第5回女子野球ワールドカップにて日本代表3連覇へ貢献）、2019年（継続は力なり賞[13]）
- 月間MVP：2回（野手部門：2015年7月度、2017年5月度）

### 記録
- 100安打：2011年9月24日、対兵庫スイングスマイリーズ後期16回戦（わかさスタジアム京都）、2回裏に植村美奈子から右前打。
- 200安打：2013年9月24日、ティアラカップ東大阪大会、対ノース・レイア戦（花園セントラルスタジアム）、2回裏に荒井蛍から中前打[14]
- 300安打：2015年7月26日、対兵庫ディオーネ15回戦（伏見桃山城公園野球場）、6回裏に村田詩歩から右中間三塁打[15][16]。
- 400安打：2017年10月9日、対埼玉アストライア19回戦（川口市営球場）、5回表に谷山莉奈から中前打[17][18]。
- 500安打：2019年6月13日、対埼玉アストライア戦、4回裏に山口千沙季から中前適時安打

### 代表歴
- 第5回IBAF女子ワールドカップ[19]
- 第6回IBAF女子ワールドカップ[20]
- 2016 WBSC女子野球ワールドカップ[21]
- 2018 WBSC女子野球ワールドカップ[22]
- 2024 WBSC女子野球ワールドカップ

### 背番号
- 3（2010年 - 2024年）